# Chapelle Notre-Dame d'Hortus
La chapelle Notre-Dame d'Hortus est une chapelle située à Ceyras dans le département français de l'Hérault en région Occitanie.

## Localisation
La chapelle est située à 500 m à l'est de Ceyras à proximité de la route départementale D908.

## Historique
La chapelle fut construite au XVe siècle.

## Protection
La chapelle fait l’objet d’une inscription au titre des monuments historiques par arrêté du 2 mars 1939.